# Thiomargarita
Thiomargarita  (лат.) — род бактерий семейства Thiotrichaceae, по состоянию на 2022 год включающий четыре вида: Thiomargarita namibiensis, Candidatus Thiomargarita nelsonii, Ca. Thiomargarita joergensii и Ca. Thiomargarita magnifica. Представители рода являются серными бактериями, содержащими вакуоли. До открытия Ca. Thiomargarita magnifica бактерии вида Thiomargarita namibiensis считались крупнейшими из известных науке бактерий: диаметр их клеток, как правило, составляет 0,1—0,3 мм (иногда до 0,75 мм), клетки имеют шаровидную форму и видны невооружённым глазом. В 2022 году в мангровых зарослях Гваделупы была описана бактерия Ca. Thiomargarita magnifica, клетки которой могут достигать в длину до 2 см.
Представители рода Thiomargarita встречаются в разных местообитаниях, которые обогащены сероводородом, таких как холодные просачивания, грязевые вулканы, подводные соляные озёра и богатые органикой донные отложения, какие, например, располагаются между Бенгельским течением и Перуанским течением. Бактерии рода Thiomargarita по типу метаболизма являются хемолитоавтотрофами, которые используют восстановленные неорганические соединения серы в качестве донора электронов. Полученная в ходе дыхания энергия используется для автотрофной фиксации углерода. Фиксация углерода осуществляется по пути восстановительного пентозофосфатного цикла и, возможно, обратного цикла Кребса.